# La Sombra de la Selva
La Sombra de la Selva är en ort i Mexiko.   Den ligger i kommunen Villaflores och delstaten Chiapas, i den sydöstra delen av landet, 700 km sydost om huvudstaden Mexico City. La Sombra de la Selva ligger 843 meter över havet och antalet invånare är 242.
Terrängen runt La Sombra de la Selva är kuperad. Runt La Sombra de la Selva är det ganska glesbefolkat, med 28 invånare per kvadratkilometer. I omgivningarna runt La Sombra de la Selva växer huvudsakligen savannskog.